# Galleria (geslacht)
Galleria is een monotypisch geslacht van vlinders uit de familie van de Pyralidae, de snuitmotten.

## Soort
- Galleria mellonella Linnaeus, 1758 (Grote wasmot)